# Enlil-nirari
Enlil-nērāru (mdEn-líl-né-ra-rù, Enlil-nirari, Ellil-nārāri, Elli-nerari) war ein mittelassyrischer König im 14. Jahrhundert vor Christus. Er regierte nach der assyrischen Königsliste zehn Jahre. Er war der Sohn von Aššur-uballit I.

## Regierungszeit
| Autor              | Regierungszeit    | Anmerkungen            |
| ------------------ | ----------------- | ---------------------- |
| Grayson 1969       | 1329–1320 v. Chr. | mittlere Chronologie   |
| Gasche et al. 1998 | 1321–1312         | Ultrakurze Chronologie |
| Freydank 1991      | 1317–1308         |                        |

## Titel
Er führte die Titel "König von Aššur" (LUGAL KURAššur-ma)„Vizekönig des Assur (išši'ak Aššur)“ und Oberster Richter.
Bereits als Thronprinz hatte Enlil-nērāru Beziehungen nach Karduniaš (Babylonien) unterhalten. Seine Schwester Muballitat-Šerū'a war die Gattin des Königs Burna-Buriāš II., später herrschten dort seine Cousins Kadašman-Ḫarbe und Kurigalzu II., unterbrochen durch eine Rebellion kassitischer Adeliger, die den Usurpator Nazi-Bugaš auf den Thron setzten. Burna-Buriāš II. sandte Geschenke an Sîn-iqišā, einen Gesandten Enlil-nērārus. Er erhielt ein ziqqu-Gewand von zweitbester Qualität und einen Gürtel aus roter Wolle (CBS 3235). Nach CBS 3776 aus Nippur erhielt er im 27. Regierungsjahr von Burna-Buriāš II. weitere wertvolle Geschenke. Vielleicht hing dies mit der Verhandlung über die Heirat zwischen Burna-Buriāš II. und Muballitat-Šerū'a zusammen. Ein Brief des Thronprinzen Enlil-nērāru (Ellil-nārāri) an Illilīja, (BE XVII 91), vermutlich Enlil-kidinni, der šandabakku von Nippur, berichtet von der Übersendung einer Sonnenscheibe aus Bronze mit Intarsien aus schwarz-weiß gebändertem Chalzedon, als Ausgleich wird um Stoff für Stuhlbezüge (šiddu) gebeten. Wenn diese nicht verfügbar seien, sollten 60 farbige Gewänder gesandt werden. Als persönliches Geschenk an Illilīja wurde eine perṣeduḫu-Fibel geschickt.
Trotz der engen verwandtschaftlichen Beziehungen kam es jedoch zu einem Konflikt mit Babylon, dessen Gründe im Dunkeln liegen. Nach einer assyrischen Inschrift kämpfte Enlil-nērāru siegreich gegen Kurigalzu II., König von Babylon, die entsprechende Inschrift ist jedoch so stark zerbrochen, dass sich keine Details entnehmen lassen. Ein weiteres Fragment erwähnt in diesem Zusammenhang die Stadt Kilizi. Nach der synchronistischen Chronik fand eine Schlacht zwischen Enlil-nirari und Kurigalzu in Sugaga am Tigris, unweit von Aššur statt, die angeblich die Babylonier gewannen, die auch das assyrische Lager einnehmen und assyrische Offiziere gefangen nehmen konnten. Wer immer die Schlacht gewann, ihr Austragungsort beweist, dass die Babylonier tief in assyrisches Gebiet vordringen konnten. Danach wurde eine Grenze zwischen den beiden Reichen festgelegt, die von Šasili in Subartu bis Karduniaš verlief.
Im 9. Regierungsjahr von Muršili II. wurde Aštata am Euphrat durch die Assyrer eingenommen. Diese Eroberung wurde anfangs Enlil-nērāru zugeschrieben, inzwischen gilt eine Datierung unter Aššur-uballiṭ I. für wahrscheinlicher.

## Bauten
Enlil-Nērāru restaurierte die Außenmauer von Aššur zwischen dem Handwerkertor (Tabira-Tor) und dem Schafstor.

## Eponyme
- Silli-Adad?